# Paul Biedermann
Paul Biedermann (ur. 7 sierpnia 1986 w Halle) – niemiecki pływak, mistrz Europy, mistrz świata oraz rekordzista świata w wyścigu na 200 i 400 metrów w stylu dowolnym. Uczestnik igrzysk olimpijskich w Pekinie.
Jego narzeczoną jest niemiecka pływaczka – Britta Steffen.

## Rekordy świata
| Data          | Miejsce | Konkurencja           | Rezultat    | Status   |
| ------------- | ------- | --------------------- | ----------- | -------- |
| 26 lipca 2009 | Rzym    | 400 m stylem dowolnym | 3:40:07 min | aktualny |
| 28 lipca 2009 | Rzym    | 200 m stylem dowolnym | 1:42:00 min | aktualny |

## Wyróżnienia
- 2009: najlepszy Pływak w Europie
- 2009: najlepszy sportowiec w Niemczech